# 斯特凡·布勒歇尔
斯特凡·布勒歇尔（德語：Stefan Blöcher，1960年2月25日—），德国男子曲棍球运动员。他曾代表西德国家队参加1984年和1988年夏季奥林匹克运动会曲棍球比赛，获得二枚银牌。